# Psathyrella longipes
Espèce

Psathyrella longipes,  est une espèce de champignons agaricomycètes du genre Psathyrella et de la famille des Psathyrellaceae.

## Description
Cette espèce de Psathyrella mince et légère est le représentant le plus commun du genre des forêts à feuilles larges et les Eucalyptus, peut être assez grand en taille, il restes parfois du voile sur la marge du chapeau (rare dans la plupart des cas). Les lamelles devenant presque noires à maturité et le tomentum copieux à la base du stipe sont de bonnes caractéristiques d'identification. il se peut que les stipes soit exceptionnellement jaunes dans certains substrat - normalement, ils sont blancs.
Chapeau: 2.5-4,5 cm large, conique, devenant largement conique puis s'évase en âge; marge striée, décorée de fragments de voiles blancs évanescents; surface obscurément fibrillée, glabre en âge, hygrophane, marron, brun terne moutarde, décoloration du disque à brun, pâle ou blanchâtre à maturité. Chair, mince, pâle, fragile.
Lamelle: proche, étroit, pâle au début, brun foncé à brun noirâtre.
Stipe: de 6-12 cm de long, 3-6 mm d'épaisseur, fragile, creux, droit, égal; fibre de surface lisse à décalée, pâle, avec mycélium pubescent à la base; voile évanescent, cotonnier / membraneux, laissant des fragments blancs sur le joli pileus.
Spores: 10-14 x 7-9 μm, elliptiques, lisses, avec un pore de germe apical, non amyloïde; Spore print brun foncé à brun noirâtre.

## Habitat
Solitaire à disperser dans la litière et les débris ligneux bien décomposés, sous les feuillus et les conifères, fructifiant après les pluies d'automne jusqu'à la fin de l'hiver.
Identifié comme présent dans l'ouest des États-Unis en Hollande et dans le Nord de la France 

## Comestibilité
aucune information